# Distretto di Altaj (Hovd)
Il distretto di Altaj  è uno dei diciassette distretti (sum) in cui è suddivisa la provincia di Hovd, in Mongolia. Conta una popolazione di 2.849 abitanti (censimento 2010). 